# 旧世界

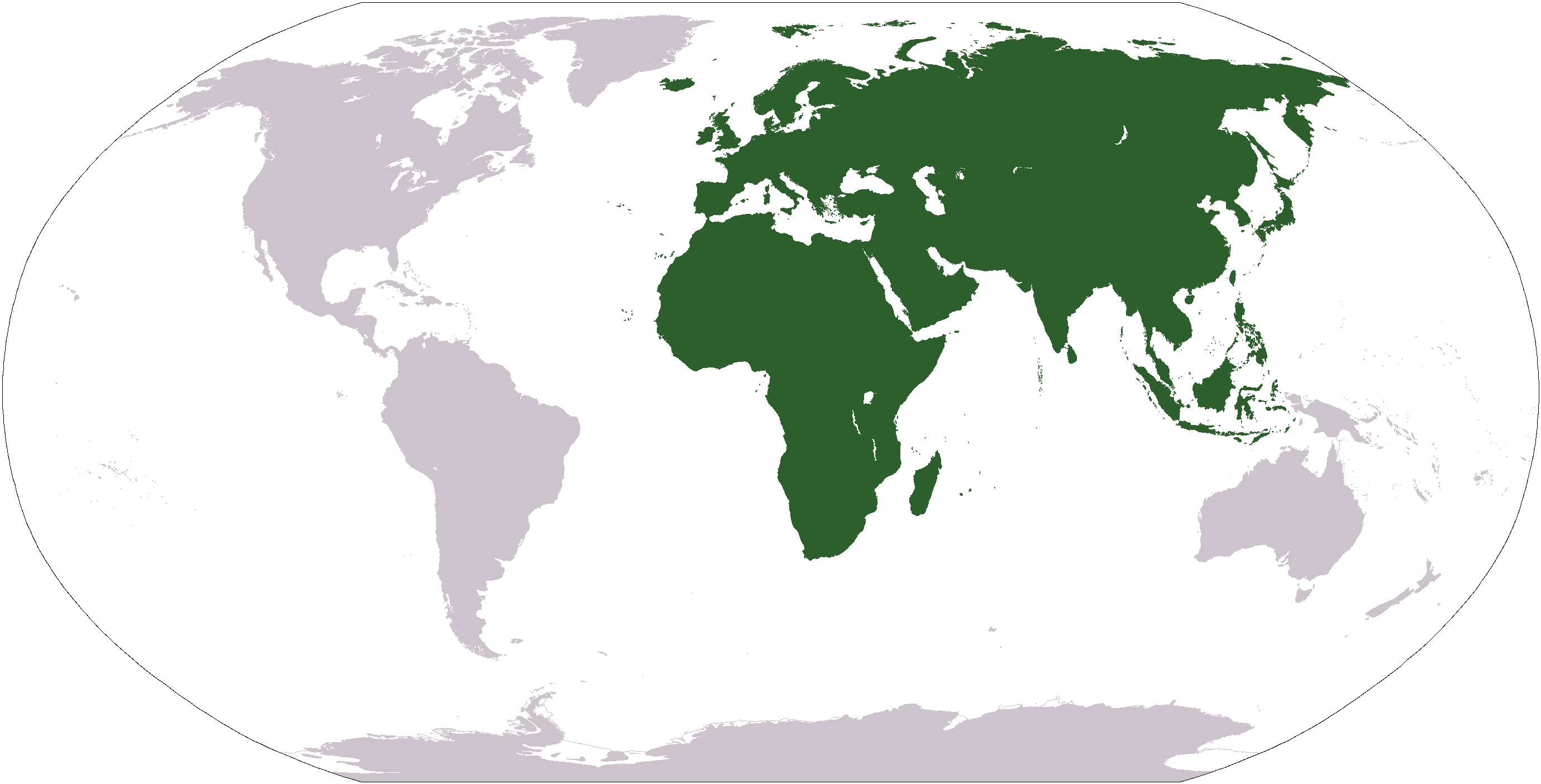

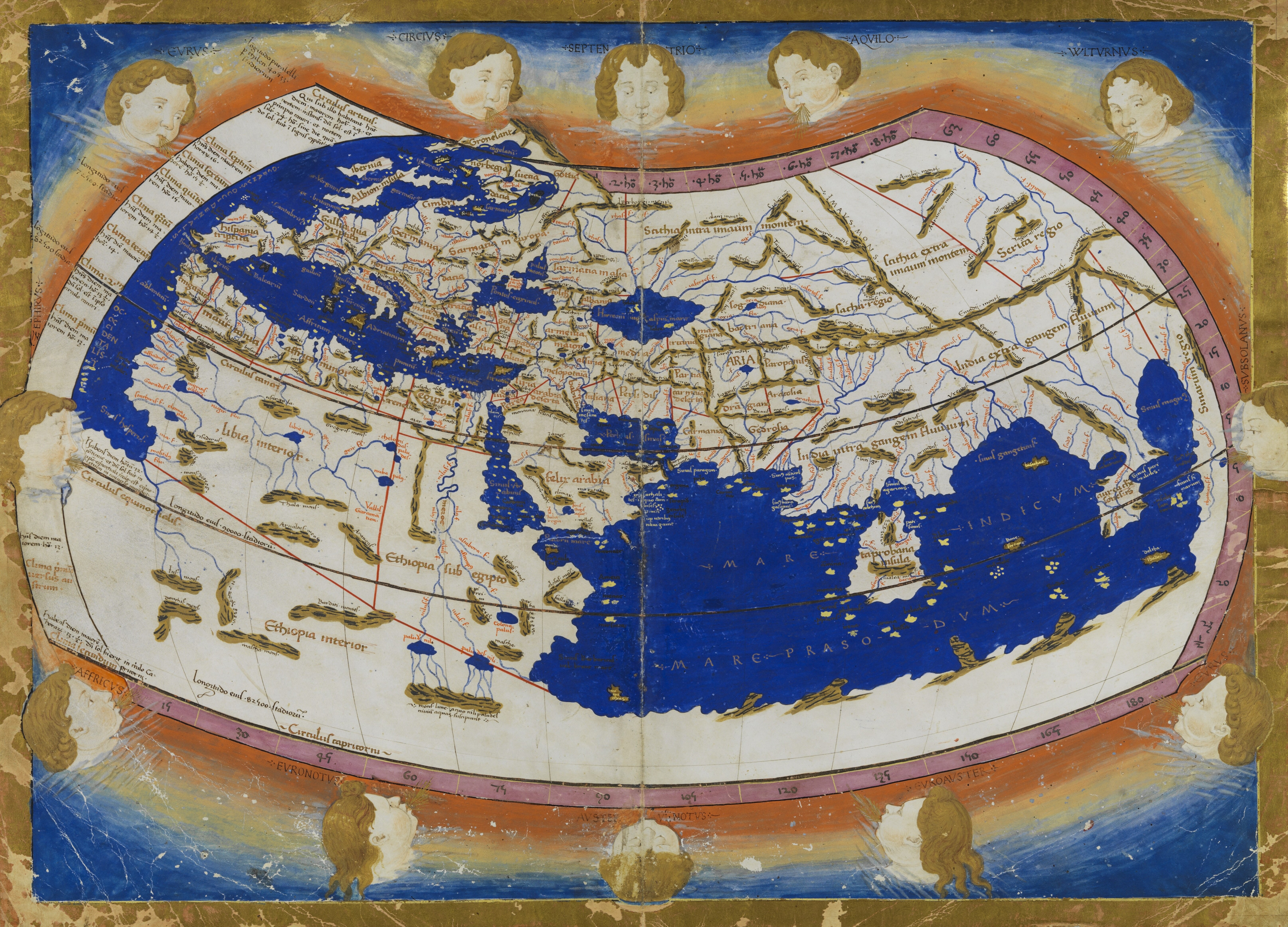
15世紀に描かれたプトレマイオス図のコピー

旧世界（きゅうせかい、英: The Old World）は、アフロ・ユーラシア大陸（ヨーロッパ・アジア・アフリカ）及びこれらの周辺島嶼部を指す名称。旧大陸（きゅうたいりく）ともいう。
クリストファー・コロンブスによるアメリカ大陸の発見以前にヨーロッパの人々に存在が知られていた地域のことであり、アメリカ大陸およびその後に発見されたオーストラリア大陸のことを「新世界」（英: The New World, 羅: Mundus Novus）あるいは「新大陸」と総称したのに対する呼称であり、レトロニムの一種である。